# Dehaqan (Verwaltungsbezirk)
Dehaqan (persisch شهرستان دهاقان), bevor 2003 Semirom Sofla, ist ein Schahrestan in der Provinz Isfahan im Iran. Er enthält die Stadt Dehaqan, welche die Hauptstadt des Verwaltungsbezirks ist.

## Demografie
Bei der Volkszählung 2016 betrug die Einwohnerzahl des Schahrestan 34.511. Die Alphabetisierung lag bei 84 Prozent der Bevölkerung. Knapp 32 Prozent der Bevölkerung lebten in urbanen Regionen.
| Zensusjahr | Einwohnerzahl |
| ---------- | ------------- |
| 2011       | 34.844        |
| 2016       | 34.511        |